# 小行星8776
小行星8776（8776 Campestris）是一颗绕太阳运转的小行星，为主小行星带小行星。该小行星于1977年10月16日发现。

## 轨道参数
小行星8776的轨道半长轴为2.6871162 UA，离心率为0.209。